# 5 Saska Dywizja Pancerna
5 Saska Dywizja Pancerna im. gen. bryg. Aleksandra Waszkiewicza (5 DPanc) – związek taktyczny wojsk pancernych ludowego Wojska Polskiego.
Dywizja powstała w wyniku przeformowania i przemianowania 19 Dywizji Pancernej, dowództwo dywizji stacjonowało w Gubinie przy ul. Poznańskiej. Dowódca dywizji pełnił jednocześnie funkcję dowódcy garnizonu Gubin-Komorów. Znakiem rozpoznawczym dywizji malowanym na sprzęcie bojowym był poziomy romb.

## Historia
2 kwietnia 1957, w ramach kolejnej redukcji armii, zadecydowano o rozformowaniu, w terminie do 15 sierpnia tego roku, 5 Saskiej Dywizji Piechoty oraz przeformowaniu 19 Dywizji Pancernej. Jednocześnie, celem kontynuowania bojowych tradycji ludowego Wojska Polskiego, 19 Dywizję Pancerną przemianowano na 5 Saską Dywizję Pancerną.
W tym czasie rozwiązano 69 pułk czołgów, a w jego miejsce w struktury dywizji włączono 22 pułk czołgów z Żagania, będący wcześniej w podporządkowaniu 4 DP.
W lipcu 1961 przeniesiono dywizję na etaty wojenno-pokojowe.
Wiosną 1962 wprowadzono zmiany w etatach pułku zmechanizowanego i pułków czołgów dywizji. W pułku zmechanizowanym, w miejsce samochodów ciężarowych znajdujących się w batalionach piechoty zmotoryzowanej, kompanii łączności i plutonie rozpoznawczym wprowadzono transportery opancerzone BTR-152 i BTR-40. Podobnie uczyniono w plutonie rozpoznawczym i kompanii piechoty zmotoryzowanej pułku czołgów.
W maju 1962 przeformowano 24 dywizjon artylerii rakietowej 12 DZ i przekazano go do 5 DPanc. W rzeczywistości był to dywizjon rakiet taktycznych uzbrojony w wyrzutnie z rakietami typu R-30, mogących przenosić głowice konwencjonalne, jądrowe i chemiczne. Po zakończeniu formowania dywizjon zastąpił, przekazany do 4 Dywizji Zmechanizowanej, 12 dywizjon artylerii rakietowej.
Wiosną 1968 dywizja przeszła na nowe „etaty pokojowo – wojenne”. W nowej strukturze w miejsce dywizjonu artylerii haubic utworzono pułk artylerii, w miejsce kompanii rozpoznawczej – batalion rozpoznawczy, a na bazie  batalionu transportowego, dywizyjnego punktu zaopatrzenia i piekarni polowej zorganizowano batalion zaopatrzenia.
W 1968 częścią sił (27 pcz i 5 paplot), wspólnie z innymi jednostkami Śląskiego Okręgu Wojskowego, dywizja wzięła udział w akcji zbrojnej w Czechosłowacji.
18 grudnia 1970 roku o 17:00 dywizja rozpoczęła marsz w kierunku Warszawy. Miała osiągnąć rejon Konin, Śrem, Pleszew, Turek. Jednostki artyleryjskie wyszły bez sprzętu ciężkiego. W tym dniu „w polu” jej potencjał wynosił: 5230 żołnierzy, 192 czołgi, 111 transporterów opancerzonych i 1030 samochodów. Na lotnisku w Łasku stacjonowały dwa Mi-2 do dyspozycji dowódcy 5 DPanc. 19 grudnia (sobota) o 8:00 dywizja osiągnęła nakazany rejon.
21 grudnia 1970 (poniedziałek) o 21:00 dowódca SOW nakazał dowódcy 5 DPanc powrót do macierzystych garnizonów sposobem kombinowanym. Od 9:00 22 grudnia do 6:00 23 grudnia marsz rozpoczynały poszczególne kolumny rzutu kołowego. Docierały one do miejsc stałej dyslokacji w godzinach od 20:00 do 14.30 23 grudnia. 24 grudnia siły główne dywizji były już w garnizonach. Opóźnione transporty kolejowe przybyły w godzinach przedpołudniowych 25 grudnia. Do 8:00 28 grudnia pełniono jeszcze dyżury grup operacyjnych w sztabie ZT.
W grudniu 1981 dywizja rozlokowała swoje oddziały wokół Poznania, a poszczególne jej pododdziały wzięły udział przede wszystkim w „demonstracji siły”.
30 października 1974 roku minister obrony narodowej w uznaniu zasług położonych dla Sił Zbrojnych PRL nadał dywizji Medal Pamiątkowy „Za osiągnięcia w służbie wojskowej”. W 1983 została wyróżniona Orderem Sztandaru Pracy.
W wyniku zmian restrukturyzacyjnych w Wojsku Polskim w 1990 dywizję przeformowano na 5 Dywizję Zmechanizowaną.

## Struktura organizacyjna

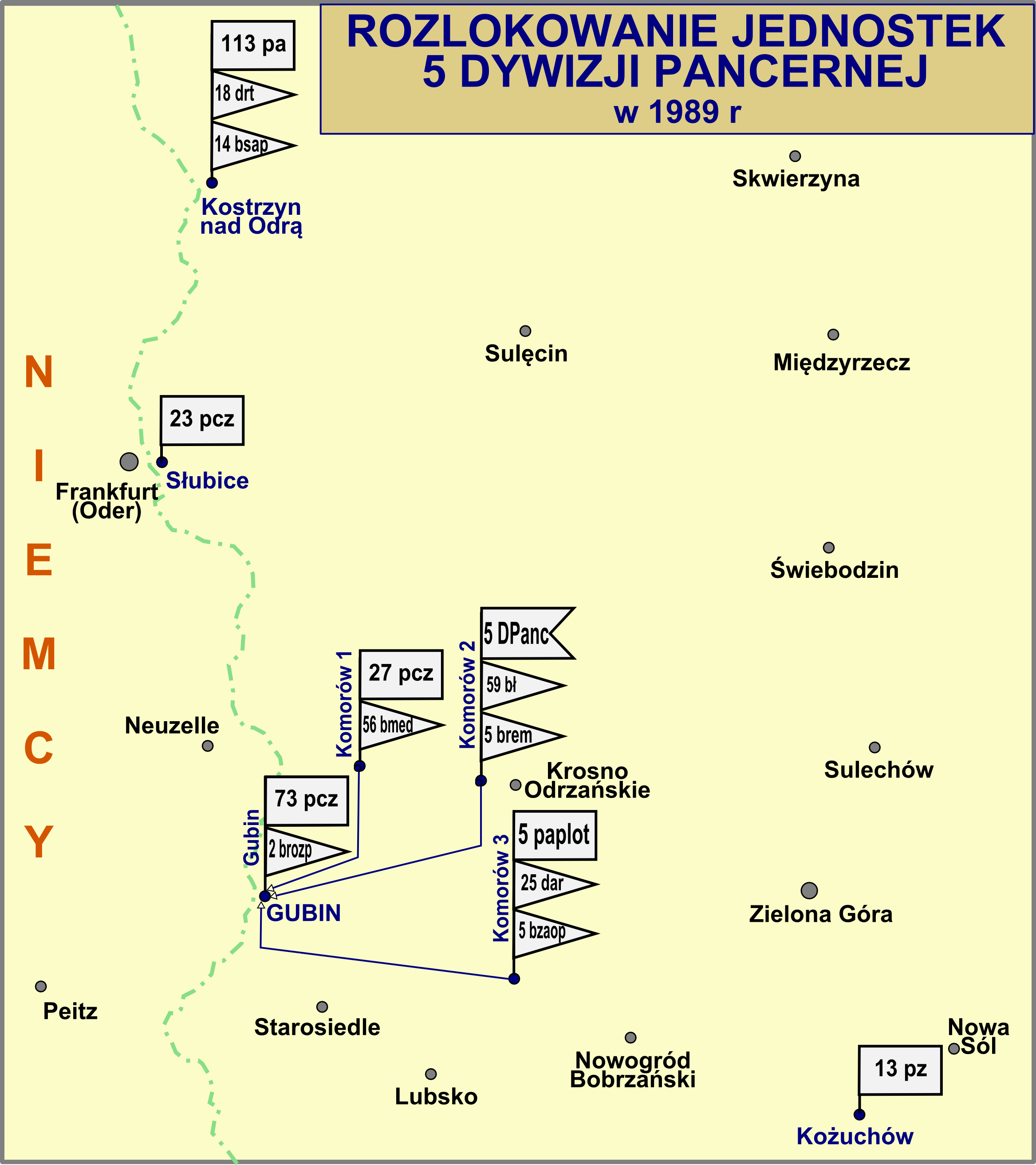
Rozlokowanie jednostek dywizji w 1989

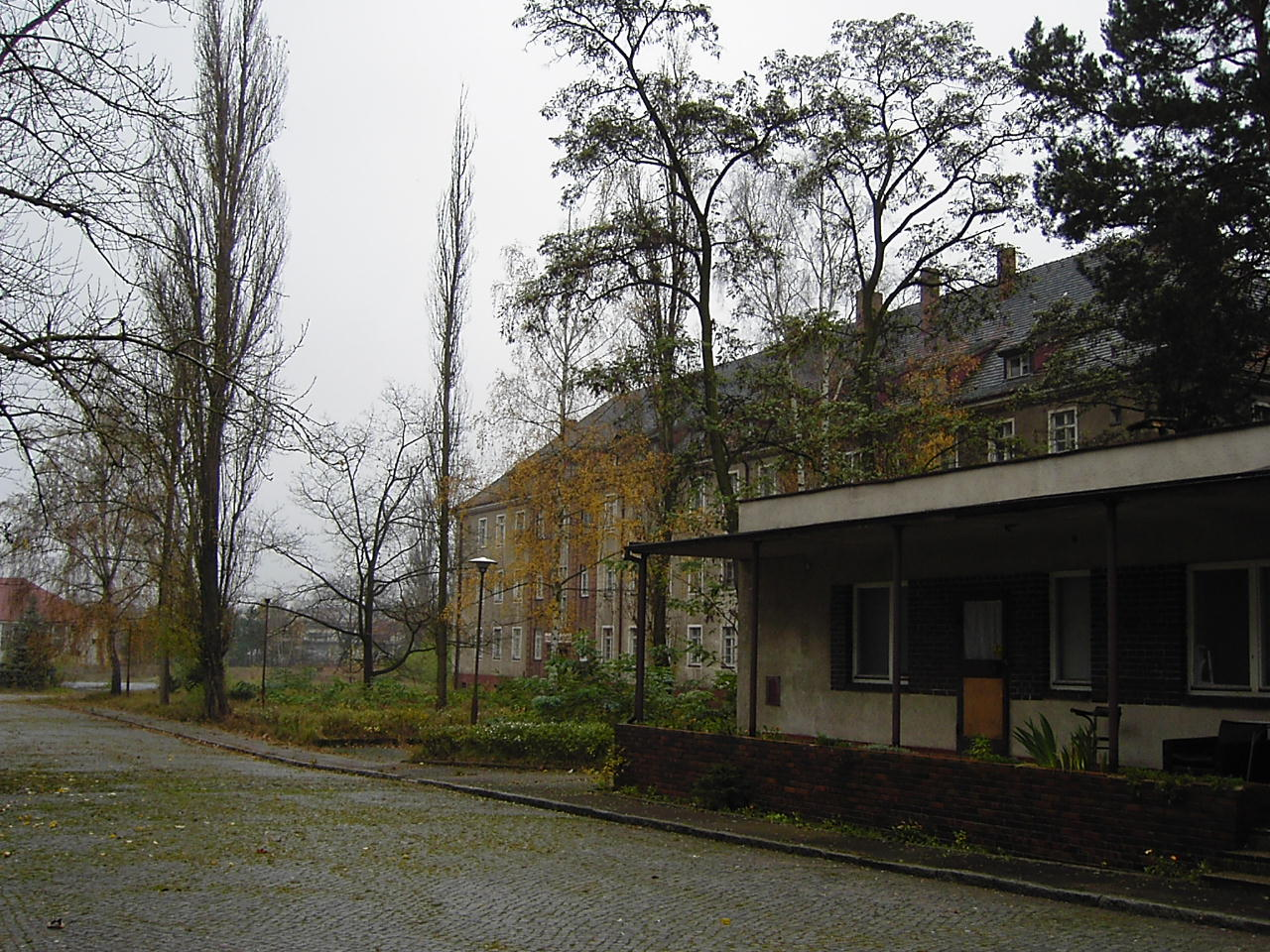
W tych koszarach funkcjonował sztab dywizji

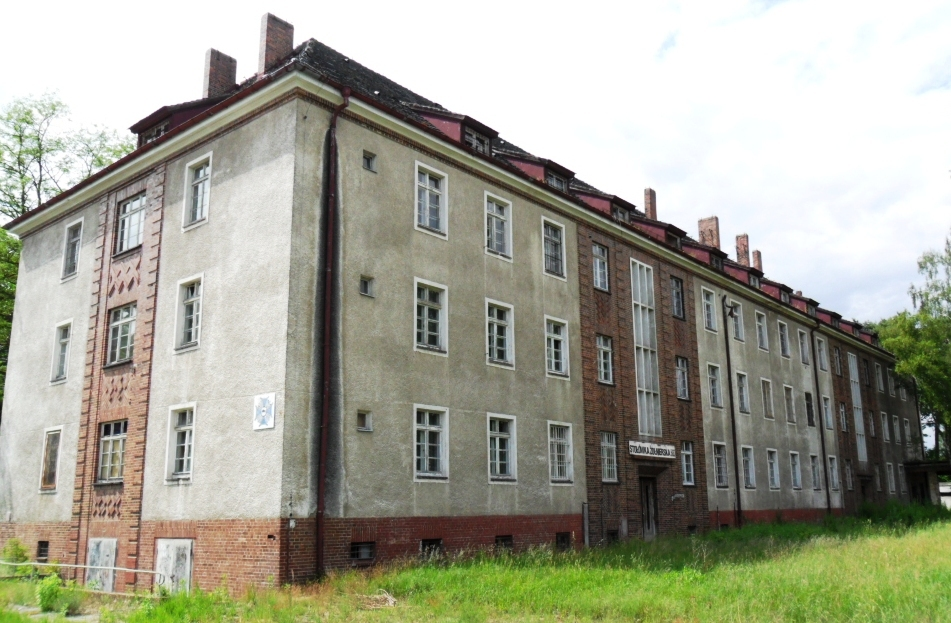
Budynek w którym stacjonował sztab dywizji

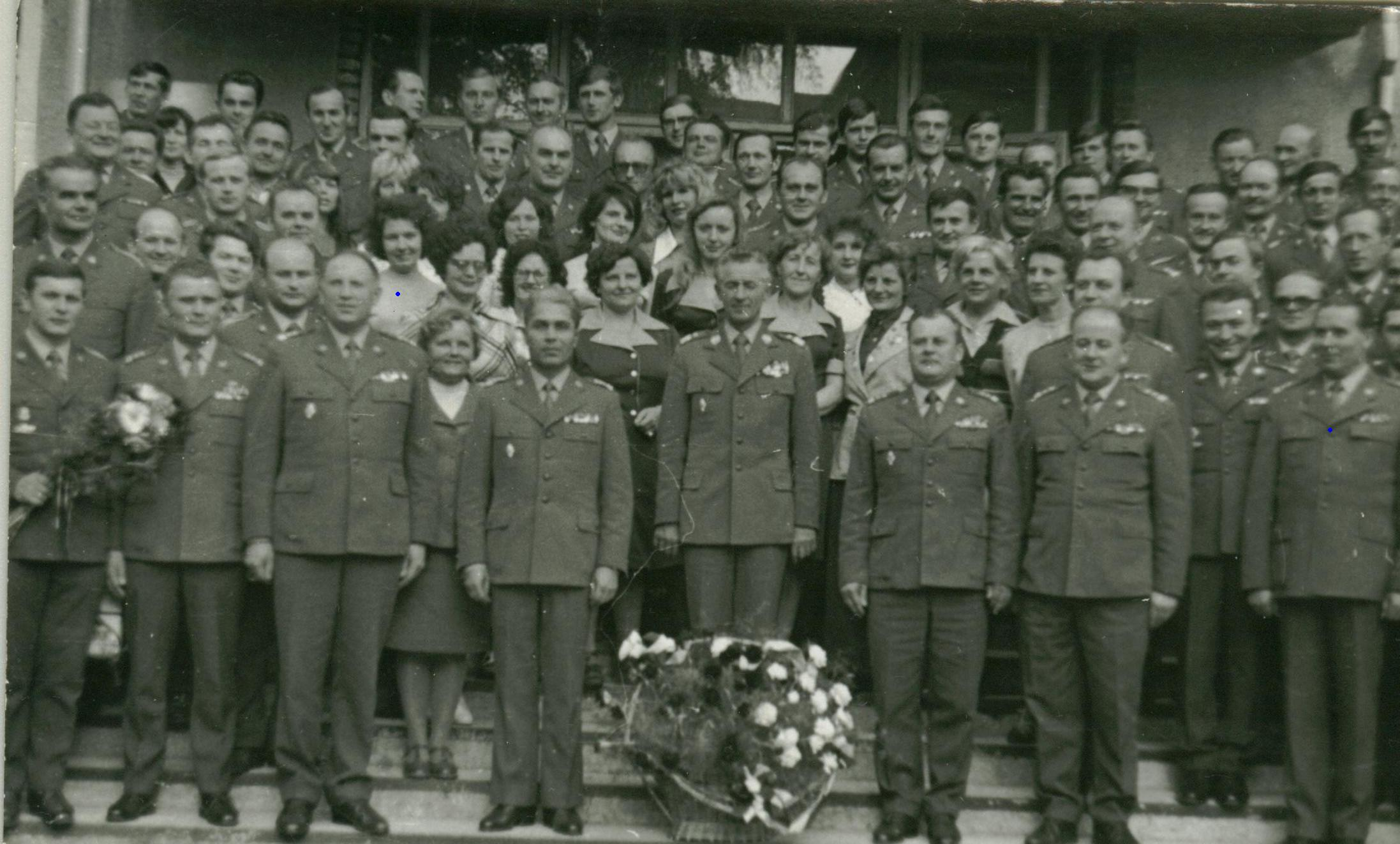
Sztab 5 Saskiej Dywizji Pancernej – rok 1975

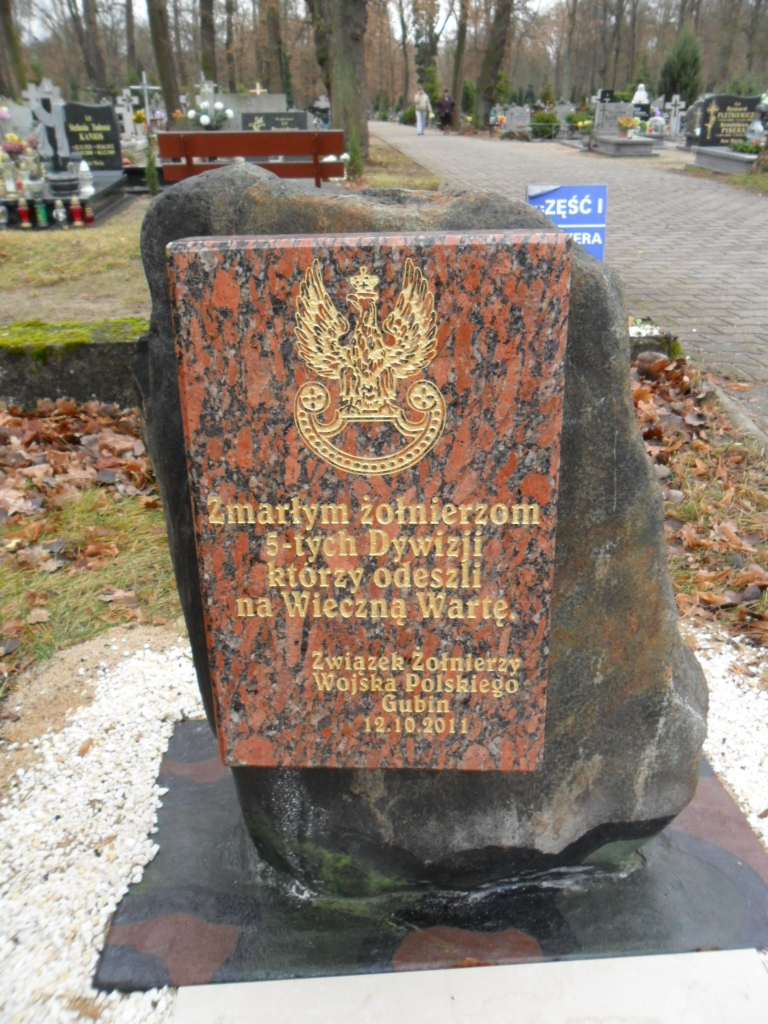
Tablica znajdująca się na cmentarzu komunalnym w Gubinie, upamiętniająca zmarłych żołnierzy 5 Dywizji.

### W początkowym okresie istnienia ZT
- Dowództwo 5 Saskiej Dywizji Pancernej (Gubin)
- 22 pułk czołgów Żagań 1957-1960
- 23 pułk czołgów (Słubice)
- 26 pułk czołgów (Gubin) ok. 1960
- 73 pułk zmechanizowany (Gubin)
- 3 dywizjon artylerii przeciwlotniczej (Gubin) ok. 1960
- 12 dywizjon artylerii rakietowej (Gubin)
- 36 dywizjon artylerii haubic (Gubin) ok. 1960
- 51 szkolna bateria artylerii Komorów
- 53 kompania sztabowa Gubin
- 84 bateria dowodzenia Komorów
- 66 batalion saperów (Kostrzyn)
- 59 batalion łączności (Gubin)
- 2 batalion rozpoznawczy (Kostrzyn 1957-1960) (Gubin)
- 48 batalion samochodowo-transportowy Komorów
- 60 kompania obrony przeciwchemicznej Komorów
- 20 ruchome warsztaty naprawy czołgów Słubice
- 27 ruchome warsztaty naprawy samochodów Komorów
- 29 dywizyjny warsztat uzbrojenia Komorów
- 19 dywizyjny punkt zaopatrzenia Komorów

### W końcowym okresie istnienia ZT
- Dowództwo 5 Saskiej Dywizji Pancernej (Komorów 2)
- 23 pułk czołgów (Słubice)
- 27 pułk czołgów (Komorów 1)
- 73 pułk czołgów (Gubin)
- 13 pułk zmechanizowany (Kożuchów)
- 113 pułk artylerii (Kostrzyn)
- 18 dywizjon rakiet taktycznych) (Kostrzyn)
- 25 dywizjon artylerii rakietowej (Komorów 3)
- 5 pułk artylerii przeciwlotniczej (Komorów 3)
- 59 batalion łączności (Komorów 2)
- 14 batalion saperów (Kostrzyn)
- 2 batalion rozpoznawczy (Gubin)
- 5 batalion zaopatrzenia (Komorów 3)
- 5 batalion remontowy (Komorów 2)
- 56 batalion medyczny (Komorów 1)
- kompania ochrony i regulacji ruchu (Komorów 2)
- 84 bateria dowodzenia szefa artylerii  (Komorów 2)
- 28 bateria dowodzenia szefa OPL (Komorów 3)
- 60 kompania przeciwchemiczna (Komorów 2)
- orkiestra dywizyjna (Komorów 2)

## Żołnierze dywizji
Dowódcy dywizji :
- płk dypl. Mateusz Lach[b] 1956–1962
- gen. bryg. Stanisław Antos 1962–1964
- płk dypl. Bronisław Zduńczyk 1964–1965
- płk dypl. Henryk Rapacewicz 1965–1967
- gen. bryg. Władysław Szymłowski 1967–1973
- gen. bryg. Zbigniew Maziej 1973–1976
- gen. bryg. Zdzisław Głuszczyk 1976–1980
- płk dypl. Julian Lewiński 1980–1984
- płk dypl. Tadeusz Wilecki 1984–1986
- płk dypl. Leon Komornicki 1986–1988
- płk dypl. Zbigniew Jabłoński 1989–1990

## Ciekawostki
- W 1984 lub 1985 roku w 73 pcz spaliły się 2 czołgi. Jeden udało się przekazać do remontu, ale drugi był świeżo po remoncie i w celu uniknięcia dochodzenia prokuratorskiego trzeba było „najeździć” mu kilometrów. Był to najintensywniej eksploatowany czołg w WP w tamtym okresie. Nie ruszając się z miejsca w PWB „zaliczał” wszystkie możliwe ćwiczenia i szkolenia, aż wreszcie można go było oddać do remontu. W pożarze został uszkodzony mechanizm obrotu wieży i każdorazowo przed transportem na poligon oraz po powrocie do jednostki wieża czołgu była obracana liną szarpaną przez inny czołg[potrzebny przypis].
- Z placu ćwiczeń ogniowych 4 września 1988 roku ukradziono czołg. Czołg uprowadził elew szkoły podoficerskiej 73 pcz. Skierował swoją zdobycz bezpośrednio na most graniczny Polska – NRD. Tym sposobem żołnierz chciał wziąć odwet za „wrzesień 1939 roku”. Czołg zatrzymał się kilkanaście kilometrów za granicą nie osiągnąwszy celu (według zeznań porywacza zdobycia Berlina). Elew osiągnął jednak swój osobisty cel. Poprzez szpital psychiatryczny wyszedł do „cywila”.

## Przekształcenia
19 Dywizja Zmechanizowana → 19 Dywizja Pancerna → 5 Saska Dywizja Pancerna → 5 Kresowa Dywizja Zmechanizowana → 5 Kresowa Brygada Zmechanizowana